# سلاچکا
سلاچکا (به صربی: Selačka) یک منطقهٔ مسکونی در صربستان است که در زایچار واقع شده‌است. سلاچکا ۲۷۵ نفر جمعیت دارد.